# Wolf-Toberna-Graben Süd
Der Wolf-Toberna-Graben Süd ist ein Meliorationsgraben und orographisch linker Zufluss des Schmidt-Buckwar-Grabens auf der Gemarkung der Gemeinde Burg (Spreewald) im Landkreis Spree-Neiße in Brandenburg. Er durchzieht eine landwirtschaftlich genutzte Fläche nordöstlich des Zentrums der Gemeinde. Südlich fließt die Spree von Osten kommend in westlicher Richtung entlang. Über ein Wehr kann überschüssiges Wasser in den Graben geleitet werden. Es fließt von dort zunächst in nördlicher, später in nordwestlicher Richtung. Der Graben unterquert den Penkeweg und entwässert kurz dahinter in den Schmidt-Buckwar-Graben, der seinerseits in die Spree entwässert. Gemeinsam mit weiteren Gräben wie dem westlich gelegenen Wolf-Toberna-Graben Nord dient er damit der Regulierung des Wasserstandes in der Region.